# Източен бук
Източният бук (Fagus orientalis) е дървесен вид от семейство Букови. Разпространен е от източните части на Балканския полуостров до планинската верига Елбурс в северен Иран. В България се среща в Странджа и източните части на Стара планина и Родопите. Расте на надморска височина от 500 до 2000 m.
На височина достига до 35-45 m. Отличава се от обикновения бук най-вече с по-големия размер на листата. С обикновения бук образува хибрида Fagus x taurica.

## Галерия
- Ствол
- Листа
- Листа
- Плодове